# Adolph Jacobi
Hugo Adolph Jacobi (13. juli 1844 i Nykøbing Sjælland – 22. januar 1917 på Frederiksberg) var sagfører og borgmester i Københavns Kommune. Han blev den 31. marts 1891 udpeget til borgmester i magistratens 3. afdeling, der var ansvarlig for fattig- og forsørgelsessager. Han søgte sin afsked som borgmester i 1908 og fratrådte herefter. 
Adolph Jacobi blev udnævnt til Etatsråd i 1892 og Konferensråd i 1908.